# Kelly Basin
Kelly Basin är en vik i Australien. Den ligger i delstaten Tasmanien, i den sydöstra delen av landet, omkring 160 kilometer väster om delstatshuvudstaden Hobart.
I omgivningarna runt Kelly Basin växer i huvudsak städsegrön lövskog. Trakten runt Kelly Basin är nära nog obefolkad, med mindre än två invånare per kvadratkilometer. Genomsnittlig årsnederbörd är 2 407 millimeter. Den regnigaste månaden är september, med i genomsnitt 283 mm nederbörd, och den torraste är februari, med 92 mm nederbörd.